# Eishockey-Weltmeisterschaft der U18-Junioren 2023
Die 24. Eishockey-Weltmeisterschaft der U18-Junioren der Internationalen Eishockey-Föderation IIHF waren die Eishockey-Weltmeisterschaften des Jahres 2023 in der Altersklasse der Unter-Achtzehnjährigen (U18). Insgesamt nahmen zwischen dem 12. März und dem 30. April 2023 44 Nationalmannschaften an den sieben Turnieren der Top-Division sowie der Divisionen I bis III teil. Das Turnier der Top-Division fand vom 20. bis zum 30. April 2023 in der Schweiz statt. Als Austragungsorte wurden Basel und Pruntrut ausgewählt.
Die US-amerikanische Auswahl gewann ihren elften Weltmeistertitel, wobei sie sich im Endspiel mit 3:2 in der Verlängerung gegen Schweden durchsetzte. Im Spiel um Bronze konnte sich Kanada mit 4:3 in der Verlängerung gegen die Slowakei den dritten Platz sichern.

## Teilnehmer, Austragungsorte und -zeiträume
Die Teilnehmerlisten ergeben sich aus den Platzierungen der WM 2022. Aufgrund des russischen Überfalls auf die Ukraine schloss die IIHF den russischen sowie den belarussischen Verband von allen Turnieren aus.
- Top-Division: 20. bis 30. April 2023 in Basel und Pruntrut, Schweiz
Teilnehmer:   Deutschland,  Finnland,  Kanada,  Lettland,  Norwegen (Aufsteiger),  Schweden (Titelverteidiger),  Schweiz (Gastgeber),  Slowakei (Aufsteiger),  Tschechien,  USA

- Division I
  - Gruppe A: 23. bis 29. April 2023 in Angers, Frankreich
Teilnehmer:  Dänemark,  Frankreich,  Japan,  Kasachstan,  Ukraine (Aufsteiger),   Ungarn (Aufsteiger)
  - Gruppe B: 10. bis 16. April 2023 in Bled, Slowenien
Teilnehmer:   Estland (Aufsteiger),  Italien,  Österreich,  Polen,  Slowenien,  Südkorea (Aufsteiger)

- Division II
  - Gruppe A: 9. bis 15. April 2023 in Belgrad, Serbien
Teilnehmer:  Großbritannien,  Kroatien (Aufsteiger),  Litauen,  Rumänien,  Serbien,  Spanien (Aufsteiger)
  - Gruppe B: 27. März bis 2. April 2023 in Sofia, Bulgarien
Teilnehmer:  Belgien (Aufsteiger),  Bulgarien,  Republik China (Taiwan) (Aufsteiger),  Niederlande,  Australien,  Volksrepublik China

- Division III:
  - Gruppe A: 12. bis 18. März 2023 in Akureyri, Island
Teilnehmer:  Bosnien und Herzegowina (Aufsteiger),  Island,  Israel,  Mexiko,  Türkei,  Luxemburg (Aufsteiger)
  - Gruppe B: 13. bis 16. März 2023 in Kapstadt, Südafrika
Teilnehmer:  Südafrika,  Neuseeland,  Hongkong,  Thailand (erste Teilnahme seit 2002)

## Top-Division
Die U18-Weltmeisterschaft wurde vom 20. bis zum 30. April 2023 in den beiden Schweizer Städten Basel, Basel-Stadt und Pruntrut, Jura ausgetragen. Gespielt wurde in der St. Jakob-Arena mit 6.612 Plätzen sowie in der Raiffeisen Arena mit 5.178 Plätzen. Insgesamt besuchten 47.087 Zuschauer die 30 Turnierspiele, was einem Schnitt von 1.570 pro Partie entspricht.
Am Turnier nahmen zehn Nationalmannschaften teil, die in zwei Gruppen zu je fünf Teams spielten. Dabei setzten sich die beiden Gruppen nach den Platzierungen der Nationalmannschaften bei der Weltmeisterschaft 2022 nach folgendem Schlüssel zusammen:
| Gruppe A        | Gruppe B      |
| --------------- | ------------- |
| Schweden (1)    | USA (2)       |
| Tschechien (4)  | Finnland (3)  |
| Kanada (5)      | Schweiz (6)   |
| Deutschland (8) | Lettland (7)  |
| Slowakei (9)    | Norwegen (10) |

Der Weltmeister wurde zum elften Mal die US-amerikanische Mannschaft, die Schweden im Finale mit 3:2 bezwingen konnte. Den dritten Rang belegte die Auswahl Kanadas, die sich mit 4:3 gegen die Slowakei durchsetzte.

### Modus
Nach den Gruppenspielen der Vorrunde qualifizieren sich die vier Gruppenbesten für das Viertelfinale. Danach spielen die Mannschaften über Kreuz im K.-o.-Modus. Die beiden Fünften der Gruppenspiele bestreiten die Abstiegsrunde im Modus „Best-of-Three“ und ermitteln dabei einen Absteiger in die Division IA. Die Platzierungsspiele um Platz sieben und fünf entfallen weiterhin.

### Austragungsorte
| Basel |

| Pruntrut |

| Basel |

| Pruntrut |

### Vorrunde

#### Gruppe A
| 20. April 2023 14:30 Uhr (Ortszeit) | Kanada | 0:8 (0:5, 0:1, 0:2) Spielbericht | Schweden | Raiffeisen Arena, Pruntrut Zuschauer: 1.998 |

| 20. April 2023 18:30 Uhr | Tschechien | 2:3 n. P. (0:1, 2:1, 0:0, 0:0, 0:1) Spielbericht | Slowakei | Raiffeisen Arena, Pruntrut Zuschauer: 1.193 |

| 21. April 2023 14:30 Uhr | Kanada | 8:0 (2:0, 3:0, 3:0) Spielbericht | Deutschland | Raiffeisen Arena, Pruntrut Zuschauer: 968 |

| 21. April 2023 18:30 Uhr | Slowakei | 3:5 (1:3, 0:0, 2:2) Spielbericht | Schweden | Raiffeisen Arena, Pruntrut Zuschauer: 1.287 |

| 22. April 2023 17:00 Uhr | Deutschland | 1:7 (0:3, 0:3, 1:1) Spielbericht | Tschechien | Raiffeisen Arena, Pruntrut Zuschauer: 787 |

| 23. April 2023 13:00 Uhr | Slowakei | 3:4 (0:1, 1:2, 2:1) Spielbericht | Kanada | Raiffeisen Arena, Pruntrut Zuschauer: 1.751 |

| 23. April 2023 17:00 Uhr | Schweden | 2:0 (0:0, 0:0, 2:0) Spielbericht | Tschechien | Raiffeisen Arena, Pruntrut Zuschauer: 1.558 |

| 24. April 2023 18:30 Uhr | Deutschland | 4:6 (1:1, 3:2, 0:3) Spielbericht | Slowakei | Raiffeisen Arena, Pruntrut Zuschauer: 548 |

| 25. April 2023 14:30 Uhr | Schweden | 3:0 (0:0, 0:0, 3:0) Spielbericht | Deutschland | Raiffeisen Arena, Pruntrut Zuschauer: 2.653 |

| 25. April 2023 18:30 Uhr | Tschechien | 3:8 (0:2, 2:3, 1:3) Spielbericht | Kanada | Raiffeisen Arena, Pruntrut Zuschauer: 1.586 |

| Pl. |             | Sp | S | OTS | OTN | N | Tore  | Punkte |
| --- | ----------- | -- | - | --- | --- | - | ----- | ------ |
| 1.  | Schweden    | 4  | 4 | 0   | 0   | 0 | 18:03 | 12     |
| 2.  | Kanada      | 4  | 3 | 0   | 0   | 1 | 20:14 | 9      |
| 3.  | Slowakei    | 4  | 1 | 1   | 0   | 2 | 15:15 | 5      |
| 4.  | Tschechien  | 4  | 1 | 0   | 1   | 2 | 12:14 | 4      |
| 5.  | Deutschland | 4  | 0 | 0   | 0   | 4 | 05:24 | 0      |

Abkürzungen: Pl. = Platz, Sp = Spiele, S = Siege, OTS = Siege nach Verlängerung (Overtime) oder Penaltyschießen, OTN = Niederlagen nach Verlängerung oder Penaltyschießen, N = Niederlagen

Erläuterungen: Viertelfinalqualifikant, Abstiegsrundenqualifikant

#### Gruppe B
| 20. April 2023 16:00 Uhr | USA | 7:1 (0:0, 3:0, 4:1) Spielbericht | Lettland | St. Jakob-Arena, Basel Zuschauer: 810 |

| 20. April 2023 20:00 Uhr | Finnland | 4:2 (0:0, 2:2, 2:0) Spielbericht | Schweiz | St. Jakob-Arena, Basel Zuschauer: 1.988 |

| 21. April 2023 16:00 Uhr | Lettland | 2:5 (0:1, 0:3, 2:1) Spielbericht | Finnland | St. Jakob-Arena, Basel Zuschauer: 342 |

| 21. April 2023 20:00 Uhr | Norwegen | 0:5 (0:2, 0:2, 0:1) Spielbericht | Schweiz | St. Jakob-Arena, Basel Zuschauer: 2.126 |

| 22. April 2023 19:00 Uhr | Norwegen | 1:12 (0:4, 1:5, 0:3) Spielbericht | USA | St. Jakob-Arena, Basel Zuschauer: 732 |

| 23. April 2023 15:00 Uhr | Schweiz | 5:1 (2:1, 1:0, 2:0) Spielbericht | Lettland | St. Jakob-Arena, Basel Zuschauer: 3.277 |

| 23. April 2023 19:00 Uhr | USA | 8:4 (2:2, 3:1, 3:1) Spielbericht | Finnland | St. Jakob-Arena, Basel Zuschauer: 1.442 |

| 24. April 2023 20:00 Uhr | Lettland | 1:0 (0:0, 0:0, 1:0) Spielbericht | Norwegen | St. Jakob-Arena, Basel Zuschauer: 372 |

| 25. April 2023 16:00 Uhr | Schweiz | 0:10 (0:4, 0:2, 0:4) Spielbericht | USA | St. Jakob-Arena, Basel Zuschauer: 2.019 |

| 25. April 2023 20:00 Uhr | Finnland | 10:2 (4:1, 4:0, 2:1) Spielbericht | Norwegen | St. Jakob-Arena, Basel Zuschauer: 831 |

| Pl. |          | Sp | S | OTS | OTN | N | Tore  | Punkte |
| --- | -------- | -- | - | --- | --- | - | ----- | ------ |
| 1.  | USA      | 4  | 4 | 0   | 0   | 0 | 37:06 | 12     |
| 2.  | Finnland | 4  | 3 | 0   | 0   | 1 | 23:14 | 9      |
| 3.  | Schweiz  | 4  | 2 | 0   | 0   | 2 | 12:15 | 6      |
| 4.  | Lettland | 4  | 1 | 0   | 0   | 3 | 05:17 | 3      |
| 5.  | Norwegen | 4  | 0 | 0   | 0   | 4 | 03:28 | 0      |

Abkürzungen: Pl. = Platz, Sp = Spiele, S = Siege, OTS = Siege nach Verlängerung (Overtime) oder Penaltyschießen, OTN = Niederlagen nach Verlängerung oder Penaltyschießen, N = Niederlagen

Erläuterungen: Viertelfinalqualifikant, Abstiegsrundenqualifikant

### Abstiegsrunde
Die Relegationsrunde wird im Modus „Best-of-Three“ ausgetragen. Hierbei treffen der Fünftplatzierte der Gruppe A und der Fünfte der Gruppe B aufeinander. Die Mannschaft, die von maximal drei Spielen zuerst zwei für sich entscheiden kann, verbleibt in der WM-Gruppe, der Verlierer steigt in die Division IA ab.
| 27. April 2023 23:00 Uhr (Ortszeit) | Deutschland | 1:6 (0:2, 0:2, 1:2) Spielbericht Stand: 0:1 | Norwegen | Raiffeisen Arena, Pruntrut Zuschauer: 2.236 |

| 29. April 2019 11:00 Uhr | Norwegen | 3:2 (1:1, 2:0, 0:1) Spielbericht Stand: 2:0 | Deutschland | Raiffeisen Arena, Pruntrut Zuschauer: 409 |

### Finalrunde
|  | Viertelfinale                                          | Viertelfinale | Viertelfinale |    | Halbfinale | Halbfinale | Halbfinale       |          |   | Finale | Finale | Finale |
|  |                                                        |               |               |    |            |            |                  |          |   |        |        |        |
|  | B1                                                     | USA           | 4             |    |            |            |                  |          |   |        |        |        |
|  | A4                                                     | Tschechien    | 1             |    |            |            |                  |          |   |        |        |        |
|  | A4                                                     | Tschechien    | 1             | B1 | USA        | 7          |                  |          |   |        |        |        |
|  |                                                        |               |               | B1 | USA        | 7          |                  |          |   |        |        |        |
|  | A3                                                     | Slowakei      | 1             |    |            |            |                  |          |   |        |        |        |
|  | A3                                                     | Slowakei      | 1             | B2 | Finnland   | 2          |                  |          |   |        |        |        |
|  |                                                        |               |               | B2 | Finnland   | 2          |                  |          |   |        |        |        |
|  | A3                                                     | Slowakei      | 3             |    |            |            |                  |          |   |        |        |        |
|  | A3                                                     | Slowakei      | 3             | B1 | USA        | 3          |                  |          |   |        |        |        |
|  | (Die Teams werden nach dem Viertelfinale neu gesetzt.) |               |               | B1 | USA        | 3          |                  |          |   |        |        |        |
|  |                                                        | A1            | Schweden      | 2  |            |            |                  |          |   |        |        |        |
|  | A1                                                     | A1            | Schweden      | 2  | Schweden   | 6          |                  |          |   |        |        |        |
|  | A1                                                     |               |               |    | Schweden   | 6          |                  |          |   |        |        |        |
|  | B4                                                     | Lettland      | 1             |    |            |            |                  |          |   |        |        |        |
|  | B4                                                     | Lettland      | 1             | A1 | Schweden   | 7          |                  |          |   |        |        |        |
|  |                                                        |               |               | A1 | Schweden   | 7          | Spiel um Platz 3 |          |   |        |        |        |
|  | A2                                                     | Kanada        | 2             |    |            |            |                  |          |   |        |        |        |
|  | A2                                                     | Kanada        | 2             | A2 | Kanada     | 7          | A3               | Slowakei | 3 |        |        |        |
|  |                                                        |               |               | A2 | Kanada     | 7          | A3               | Slowakei | 3 |        |        |        |
|  | B3                                                     | Schweiz       | 3             | A2 | Kanada     | 4          |                  |          |   |        |        |        |

#### Viertelfinale
| 27. April 2023 12:30 Uhr (Ortszeit) | USA | 4:1 (1:0, 1:0, 2:1) Spielbericht | Tschechien | St. Jakob-Arena, Basel Zuschauer: 654 |

| 27. April 2023 15:00 Uhr | Finnland | 2:3 (0:1, 0:2, 2:0) Spielbericht | Slowakei | Raiffeisen Arena, Pruntrut Zuschauer: 2.378 |

| 27. April 2023 17:30 Uhr | Kanada | 7:3 (1:1, 5:1, 1:1) Spielbericht | Schweiz | St. Jakob-Arena, Basel Zuschauer: 1.498 |

| 27. April 2023 20:00 Uhr | Schweden | 6:1 (2:0, 2:1, 2:0) Spielbericht | Lettland | Raiffeisen Arena, Pruntrut Zuschauer: 572 |

#### Halbfinale
| 29. April 2023 15:00 Uhr | USA | 7:1 (3:0, 2:1, 2:0) Spielbericht | Slowakei | St. Jakob-Arena, Basel Zuschauer: 2.475 |

| 29. April 2023 19:00 Uhr | Schweden | 7:2 (2:2, 4:0, 1:0) Spielbericht | Kanada | St. Jakob-Arena, Basel Zuschauer: 1.585 |

#### Spiel um Platz 3
| 30. April 2023 15:00 Uhr | Kanada | 4:3 n. V. (0:0, 2:1, 1:2, 1:0) Spielbericht | Slowakei | St. Jakob-Arena, Basel Zuschauer: 2.598 |

#### Finale
| 30. April 2023 19:00 Uhr | USA | 3:2 n. V. (0:1, 0:1, 2:0, 1:0) Spielbericht | Schweden | St. Jakob-Arena, Basel Zuschauer: 4.342 |

### Statistik

#### Beste Scorer
Abkürzungen: Sp = Spiele, T = Tore, V = Assists, Pkt = Punkte, +/− = Plus/Minus, SM = Strafminuten; Fett: Turnierbestwert
| Spieler              | Team     | Sp | T | V  | Pkt | +/− | SM |
| -------------------- | -------- | -- | - | -- | --- | --- | -- |
| Will Smith           | USA      | 7  | 9 | 11 | 20  | +15 | 2  |
| Gabe Perreault       | USA      | 7  | 5 | 13 | 18  | +15 | 0  |
| Ryan Leonard         | USA      | 7  | 8 | 9  | 17  | +16 | 4  |
| Otto Stenberg        | Schweden | 7  | 7 | 9  | 16  | +13 | 4  |
| Macklin Celebrini    | Kanada   | 7  | 6 | 9  | 15  | +11 | 6  |
| Dalibor Dvorsky      | Slowakei | 7  | 8 | 5  | 13  | −1  | 6  |
| Matthew Wood         | Kanada   | 7  | 7 | 6  | 13  | +12 | 6  |
| Cole Hutson          | USA      | 7  | 1 | 11 | 12  | +14 | 8  |
| Cole Eiserman        | USA      | 7  | 9 | 2  | 11  | +3  | 8  |
| Axel Sandin Pellikka | Schweden | 7  | 2 | 9  | 11  | +8  | 0  |

#### Beste Torhüter
Abkürzungen: Sp = Spiele, Min = Eiszeit (in Minuten), GT = Gegentore, SO = Shutouts, Sv% = gehaltene Schüsse (in %), GTS = Gegentorschnitt; Fett: Turnierbestwert
Sortiert nach Fangquote (Sv%).
| Spieler        | Team       | Sp | Min    | GT | SO | Sv%   | GTS  |
| -------------- | ---------- | -- | ------ | -- | -- | ----- | ---- |
| Noah Erliden   | Schweden   | 6  | 362:20 | 9  | 2  | 94,48 | 1,49 |
| Trey Augustine | USA        | 6  | 335:32 | 9  | 0  | 93,38 | 1,61 |
| Michael Hrabal | Tschechien | 5  | 289:09 | 15 | 0  | 92,02 | 3,11 |
| Samuel Urban   | Slowakei   | 6  | 336:30 | 21 | 0  | 90,75 | 3,74 |
| Ewan Huet      | Schweiz    | 4  | 215:37 | 9  | 1  | 90,00 | 2,50 |

### Abschlussplatzierungen
| Pl. | Team        |
| --- | ----------- |
| 1   | USA         |
| 2   | Schweden    |
| 3   | Kanada      |
| 4   | Slowakei    |
| 5   | Finnland    |
| 6   | Schweiz     |
| 7   | Tschechien  |
| 8   | Lettland    |
| 9   | Norwegen    |
| 10  | Deutschland |

### Titel, Auf- und Abstieg
| Weltmeister USA | Trey Augustine, Zeev Buium, Brady Cleveland, Cole Eiserman, Ryan Fine, Paul Fischer, Drew Fortescue, Sal Guzzo, James Hagens, Beckett Hendrickson, Coe Hutson, Ryan Leonard, Aram Minnetian, Oliver Moore, Carsen Musser, Danny Nelson, Gabe Perreault, Carey Terrance, Zachary Schulz, Carter Slaggert, Hampton Slukynsky, Will Smith, Will Vote Cheftrainer: Dan Muse |

| Silber Schweden | Arvid Bergstrom, Noah Dower Nilsson, David Edstrom, Noah Erliden, Zeb Forsfjall, Olof Glifford, Axel Hurtig, Wille Johansson, Gustav Kangas, Kristian Kostadinski, Axel Landen, Theo Lindstein, Noel Nordh, Hugo Petterson, Jacob Sagadin, Axel Sandin Pellikka, Elliot Stahlberg, Otto Stenberg, Melker Thelin, Felix Unger Sorum, Anton Wahlberg, Tom Willander, Simon Zether Cheftrainer: Anders Eriksen |

| Bronze Kanada | Cam Allen, Colby Barlow, Tristan Bertucci, Carson Bjarnason, Berkly Catton, Macklin Celebrini, Joey Costanzo, Andrew Cristall, Gabriel D’Aigle, Lukas Dragicevic, Andrew Gibson, Ty Halaburda, Riley Heidt, Tanner Howe, Nick Lardis, Angus MacDonell, Porter Martone, Etienne Morin, Alex Pharand, Caden Price, Calum Ritchie, Matthew Wood, Carter Yakemchuck Cheftrainer: Jeff Truitt |

| Absteiger in die Division IA:   | Deutschland |
| Aufsteiger in die Top-Division: | Kasachstan  |

### Auszeichnungen
Spielertrophäen
| Auszeichnung         | Spieler              | Team     |
| -------------------- | -------------------- | -------- |
| Wertvollster Spieler | Noah Erliden         | Schweden |
| Bester Torhüter      | Axel Sandin Pellikka | Schweden |
| Bester Verteidiger   | Will Smith           | USA      |
| Bester Stürmer       | Will Smith           | USA      |

All-Star-Team
| Angriff:      | Will Smith – Dalibor Dvorsky – Otto Stenberg |
| Verteidigung: | Axel Sandin Pellikka – Cole Hutson           |
| Tor:          | Noah Erliden                                 |

## Division I

### Gruppe A in Angers Frankreich
Das Turnier der Gruppe A wurde vom 23. bis 29. April 2023 im französischen Angers ausgetragen. Die Spiele fanden im 3.586 Zuschauer fassenden Angers IceParc statt. Insgesamt besuchten 8.278 Zuschauer die 15 Turnierspiele, was einem Schnitt von 552 pro Partie entspricht.
| 23. April 2023 12:30 Uhr (Ortszeit) | Japan | 5:3 (0:1, 3:0, 2:2) Spielbericht | Dänemark | IceParc, Angers Zuschauer: 352 |

| 23. April 2023 16:00 Uhr | Ukraine | 3:2 n. P. (1:1, 1:1, 0:0, 0:0, 1:0) Spielbericht | Frankreich | IceParc, Angers Zuschauer: 1.317 |

| 23. April 2023 19:30 Uhr | Ungarn | 0:3 (0:0, 0:3, 0:0) Spielbericht | Kasachstan | IceParc, Angers Zuschauer: 134 |

| 24. April 2023 12:30 Uhr | Dänemark | 5:1 (2:1, 2:0, 1:0) Spielbericht | Ukraine | IceParc, Angers Zuschauer: 238 |

| 24. April 2023 16:00 Uhr | Kasachstan | 5:0 (1:0, 1:0, 3:0) Spielbericht | Japan | IceParc, Angers Zuschauer: 148 |

| 24. April 2023 19:30 Uhr | Frankreich | 0:2 (0:0, 0:1, 0:1) Spielbericht | Ungarn | IceParc, Angers Zuschauer: 911 |

| 26. April 2023 12:30 Uhr | Kasachstan | 3:8 (1:3, 2:3, 0:2) Spielbericht | Dänemark | IceParc, Angers Zuschauer: 228 |

| 26. April 2023 16:00 Uhr | Ukraine | 3:2 n. P. (0:1, 1:1, 1:0, 0:0, 1:0) Spielbericht | Ungarn | IceParc, Angers Zuschauer: 166 |

| 26. April 2023 19:30 Uhr | Frankreich | 2:4 (0:1, 0:2, 2:1) Spielbericht | Japan | IceParc, Angers Zuschauer: 1.315 |

| 27. April 2023 12:30 Uhr | Kasachstan | 5:0 (1:0, 4:0, 0:0) Spielbericht | Ukraine | IceParc, Angers Zuschauer: 244 |

| 27. April 2023 16:00 Uhr | Ungarn | 4:2 (1:1, 1:0, 2:1) Spielbericht | Japan | IceParc, Angers Zuschauer: 188 |

| 27. April 2023 19:30 Uhr | Dänemark | 3:2 n. V. (2:1, 0:1, 0:0, 1:0) Spielbericht | Frankreich | IceParc, Angers Zuschauer: 1.400 |

| 29. April 2023 12:30 Uhr | Japan | 2:1 n. V. (0:0, 1:1, 0:0, 1:0) Spielbericht | Ukraine | IceParc, Angers Zuschauer: 276 |

| 29. April 2023 16:00 Uhr | Dänemark | 7:0 (3:0, 2:0, 2:0) Spielbericht | Ungarn | IceParc, Angers Zuschauer: 204 |

| 29. April 2023 19:30 Uhr | Frankreich | 1:6 (1:3, 0:1, 0:2) Spielbericht | Kasachstan | IceParc, Angers Zuschauer: 1.157 |

| Pl. |            | Sp | S | OTS | OTN | N | Tore  | Punkte |
| --- | ---------- | -- | - | --- | --- | - | ----- | ------ |
| 1.  | Kasachstan | 5  | 4 | 0   | 0   | 1 | 22:09 | 12     |
| 2.  | Dänemark   | 5  | 3 | 1   | 0   | 1 | 26:11 | 11     |
| 3.  | Japan      | 5  | 2 | 1   | 0   | 2 | 13:15 | 8      |
| 4.  | Ungarn     | 5  | 2 | 0   | 1   | 2 | 08:15 | 7      |
| 5.  | Ukraine    | 5  | 0 | 2   | 1   | 2 | 08:16 | 5      |
| 6.  | Frankreich | 5  | 0 | 0   | 2   | 3 | 07:18 | 2      |

Abkürzungen: Pl. = Platz, Sp = Spiele, S = Siege, OTS = Siege nach Verlängerung (Overtime) oder Penaltyschießen, OTN = Niederlagen nach Verlängerung oder Penaltyschießen, N = Niederlagen

Erläuterungen: Aufsteiger in die Top-Division, Absteiger in die Division IB

### Gruppe B in Bled, Slowenien
Das Turnier der Gruppe B wurde vom 10. bis 16. April 2023 im slowenischen Bled ausgetragen. Die Spiele fanden in der 2.800 Zuschauer fassenden Ledena dvorana Bled statt. Insgesamt besuchten 3.427 Zuschauer die 15 Turnierspiele, was einem Schnitt von 228 pro Partie entspricht.
| 10. April 2023 12:30 Uhr (Ortszeit) | Polen | 3:1 (1:0, 2:1, 0:0) Spielbericht | Österreich | Ledena dvorana, Bled Zuschauer: 221 |

| 10. April 2023 16:00 Uhr | Estland | 2:4 (0:0, 0:2, 2:2) Spielbericht | Italien | Ledena dvorana, Bled Zuschauer: 167 |

| 10. April 2023 19:30 Uhr | Südkorea | 2:4 (0:1, 1:2, 1:1) Spielbericht | Slowenien | Ledena dvorana, Bled Zuschauer: 423 |

| 11. April 2023 12:30 Uhr | Österreich | 7:1 (3:0, 2:0, 2:1) Spielbericht | Estland | Ledena dvorana, Bled Zuschauer: 66 |

| 11. April 2023 16:00 Uhr | Italien | 3:2 (1:1, 1:1, 1:0) Spielbericht | Südkorea | Ledena dvorana, Bled Zuschauer: 54 |

| 11. April 2023 19:30 Uhr | Slowenien | 6:3 (1:0, 3:2, 2:1) Spielbericht | Polen | Ledena dvorana, Bled Zuschauer: 456 |

| 13. April 2023 12:30 Uhr | Estland | 2:5 (1:2, 0:1, 1:2) Spielbericht | Südkorea | Ledena dvorana, Bled Zuschauer: 42 |

| 13. April 2023 16:00 Uhr | Italien | 1:0 (1:0, 0:0, 0:0) Spielbericht | Polen | Ledena dvorana, Bled Zuschauer: 73 |

| 13. April 2023 19:30 Uhr | Slowenien | 4:6 (0:2, 1:1, 3:3) Spielbericht | Österreich | Ledena dvorana, Bled Zuschauer: 511 |

| 15. April 2023 12:30 Uhr | Südkorea | 6:2 (2:0, 3:1, 1:1) Spielbericht | Polen | Ledena dvorana, Bled Zuschauer: 57 |

| 15. April 2023 16:00 Uhr | Slowenien | 4:1 (2:0, 1:1, 1:0) Spielbericht | Estland | Ledena dvorana, Bled Zuschauer: 403 |

| 15. April 2023 19:30 Uhr | Österreich | 3:0 (1:0, 0:0, 2:0) Spielbericht | Italien | Ledena dvorana, Bled Zuschauer: 315 |

| 16. April 2023 12:30 Uhr | Polen | 1:2 (0:1, 0:0, 1:1) Spielbericht | Estland | Ledena dvorana, Bled Zuschauer: 59 |

| 16. April 2023 16:00 Uhr | Österreich | 4:2 (1:0, 0:2, 3:0) Spielbericht | Südkorea | Ledena dvorana, Bled Zuschauer: 250 |

| 16. April 2023 19:30 Uhr | Italien | 1:2 n. V. (0:0, 1:0, 0:1, 0:1) Spielbericht | Slowenien | Ledena dvorana, Bled Zuschauer: 330 |

| Pl. |            | Sp | S | OTS | OTN | N | Tore  | Punkte |
| --- | ---------- | -- | - | --- | --- | - | ----- | ------ |
| 1.  | Österreich | 5  | 4 | 0   | 0   | 1 | 21:10 | 12     |
| 2.  | Slowenien  | 5  | 3 | 1   | 0   | 1 | 20:13 | 11     |
| 3.  | Italien    | 5  | 3 | 0   | 1   | 1 | 09:09 | 10     |
| 4.  | Südkorea   | 5  | 2 | 0   | 0   | 3 | 17:15 | 6      |
| 5.  | Estland    | 5  | 1 | 0   | 0   | 4 | 08:21 | 3      |
| 6.  | Polen      | 5  | 1 | 0   | 0   | 4 | 09:16 | 3      |

Abkürzungen: Pl. = Platz, Sp = Spiele, S = Siege, OTS = Siege nach Verlängerung (Overtime) oder Penaltyschießen, OTN = Niederlagen nach Verlängerung oder Penaltyschießen, N = Niederlagen

Erläuterungen: Aufsteiger in die Division IA, Absteiger in die Division IIA

### Auf- und Abstieg
| Absteiger in die Division IA:   | Deutschland |
| Aufsteiger in die Top-Division: | Kasachstan  |
| Absteiger in die Division IB:   | Frankreich  |
| Aufsteiger in die Division IA:  | Österreich  |
| Absteiger in die Division IIA:  | Polen       |
| Aufsteiger in die Division IB:  | Litauen     |

## Division II

### Gruppe A in Belgrad, Serbien
Das Turnier der Gruppe A der Division II wurde vom 1. bis 7. April 2018 in der serbischen Hauptstadt Belgrad ausgetragen. Die Spiele fanden in der 2.000 Zuschauer fassenden Ledena dvorana Pionir statt. Insgesamt besuchten 3.417 Zuschauer die 15 Turnierspiele, was einem Schnitt von 228 pro Spiel entspricht.
| 9. April 2023 13:00 Uhr (Ortszeit) | Rumänien | 3:4 n. V. (2:2, 0:1, 1:0, 0:1) Spielbericht | Großbritannien | Ledena dvorana Pionir, Belgrad Zuschauer: 79 |

| 9. April 2023 16:30 Uhr | Spanien | 2:3 (1:0, 1:1, 0:2) Spielbericht | Kroatien | Ledena dvorana Pionir, Belgrad Zuschauer: 96 |

| 9. April 2023 20:00 Uhr | Litauen | 5:3 (2:0, 2:2, 1:1) Spielbericht | Serbien | Ledena dvorana Pionir, Belgrad Zuschauer: 486 |

| 10. April 2023 13:00 Uhr | Großbritannien | 0:7 (0:0, 0:4, 0:3) Spielbericht | Kroatien | Ledena dvorana Pionir, Belgrad Zuschauer: 74 |

| 10. April 2023 16:30 Uhr | Litauen | 6:0 (4:0, 0:0, 2:0) Spielbericht | Rumänien | Ledena dvorana Pionir, Belgrad Zuschauer: 53 |

| 10. April 2023 20:00 Uhr | Serbien | 3:4 (0:1, 2:1, 1:0, 0:1) n. V. Spielbericht | Spanien | Ledena dvorana Pionir, Belgrad Zuschauer: 526 |

| 12. April 2023 13:00 Uhr | Litauen | 5:0 (2:0, 2:0, 1:0) Spielbericht | Spanien | Ledena dvorana Pionir, Belgrad Zuschauer: 97 |

| 12. April 2023 16:30 Uhr | Rumänien | 2:11 (1:4, 1:3, 0:4) Spielbericht | Kroatien | Ledena dvorana Pionir, Belgrad Zuschauer: 47 |

| 12. April 2023 20:00 Uhr | Großbritannien | 6:2 (1:1, 3:0, 2:1) Spielbericht | Serbien | Ledena dvorana Pionir, Belgrad Zuschauer: 529 |

| 13. April 2023 13:00 Uhr | Kroatien | 1:4 (1:2, 0:0, 0:2) Spielbericht | Litauen | Ledena dvorana Pionir, Belgrad Zuschauer: 59 |

| 13. April 2023 16:30 Uhr | Spanien | 2:3 (1:1, 1:2, 0:0) Spielbericht | Großbritannien | Ledena dvorana Pionir, Belgrad Zuschauer: 74 |

| 13. April 2023 20:00 Uhr | Serbien | 6:3 (1:2, 2:0, 3:1) Spielbericht | Rumänien | Ledena dvorana Pionir, Belgrad Zuschauer: 578 |

| 15. April 2023 13:00 Uhr | Rumänien | 3:2 (1:0, 0:1, 2:1) Spielbericht | Spanien | Ledena dvorana Pionir, Belgrad Zuschauer: 39 |

| 15. April 2023 16:30 Uhr | Großbritannien | 1:2 (0:1, 1:0, 0:0, 0:1) n. V. Spielbericht | Litauen | Ledena dvorana Pionir, Belgrad Zuschauer: 56 |

| 15. April 2023 20:00 Uhr | Kroatien | 6:1 (3:1, 1:0, 2:0) Spielbericht | Serbien | Ledena dvorana Pionir, Belgrad Zuschauer: 624 |

| Pl. |                | Sp | S | OTS | OTN | N | Tore  | Punkte |
| 1.  | Litauen        | 5  | 4 | 1   | 0   | 0 | 22:05 | 14     |
| 2.  | Kroatien       | 5  | 4 | 0   | 0   | 1 | 28:09 | 12     |
| 3.  | Großbritannien | 5  | 2 | 1   | 1   | 1 | 14:16 | 9      |
| 4.  | Serbien        | 5  | 1 | 0   | 1   | 3 | 15:24 | 4      |
| 5.  | Rumänien       | 5  | 1 | 0   | 1   | 3 | 11:29 | 4      |
| 6.  | Spanien        | 5  | 0 | 1   | 0   | 4 | 10:17 | 2      |

Abkürzungen: Pl. = Platz, Sp = Spiele, S = Siege, OTS = Siege nach Verlängerung (Overtime) oder Penaltyschießen, OTN = Niederlagen nach Verlängerung oder Penaltyschießen, N = Niederlagen

Erläuterungen: Aufsteiger in die Division IB, Absteiger in die Division IIB

### Gruppe B in Sofia, Bulgarien
Das Turnier der Gruppe B wurde vom 27. März bis zum 2. April 2023 in der bulgarischen Hauptstadt Sofia ausgetragen. Die Spiele fanden in der 4.600 Zuschauer fassenden Eishalle des Wintersportpalasts Sofia statt. Insgesamt besuchten 8.616 Zuschauer die 15 Turnierspiele, was einem Schnitt von 574 pro Spiel entspricht.
| 27. März 2023 13:00 Uhr (Ortszeit) | Australien | 1:6 (0:3, 1:2, 0:1) Spielbericht | Niederlande | Wintersportpalast, Sofia Zuschauer: 250 |

| 27. März 2023 16:30 Uhr | Belgien | 3:4 (1:0, 0:3, 2:1) Spielbericht | Republik China (Taiwan) | Wintersportpalast, Sofia Zuschauer: 200 |

| 27. März 2023 20:00 Uhr | Volksrepublik China | 5:1 (2:0, 2:1, 1:0) Spielbericht | Bulgarien | Wintersportpalast, Sofia Zuschauer: 1.180 |

| 28. März 2023 13:00 Uhr | Niederlande | 8:1 (2:1, 4:0, 2:0) Spielbericht | Republik China (Taiwan) | Wintersportpalast, Sofia Zuschauer: 125 |

| 28. März 2023 16:30 Uhr | Volksrepublik China | 5:2 (1:1, 2:1, 2:0) Spielbericht | Australien | Wintersportpalast, Sofia Zuschauer: 150 |

| 28. März 2023 20:00 Uhr | Bulgarien | 4:0 (1:0, 0:0, 3:0) Spielbericht | Belgien | Wintersportpalast, Sofia Zuschauer: 1.200 |

| 30. März 2023 13:00 Uhr | Australien | 5:3 (1:1, 4:0, 0:2) Spielbericht | Republik China (Taiwan) | Wintersportpalast, Sofia Zuschauer: 40 |

| 30. März 2023 16:30 Uhr | Volksrepublik China | 6:2 (3:1, 1:1, 2:0) Spielbericht | Belgien | Wintersportpalast, Sofia Zuschauer: 60 |

| 30. März 2023 20:00 Uhr | Niederlande | 5:1 (1:0, 4:1, 0:0) Spielbericht | Bulgarien | Wintersportpalast, Sofia Zuschauer: 240 |

| 1. April 2023 13:00 Uhr | Belgien | 2:4 (2:0, 0:1, 0:3) Spielbericht | Niederlande | Wintersportpalast, Sofia Zuschauer: 110 |

| 1. April 2023 16:30 Uhr | Bulgarien | 5:2 (0:0, 0:1, 5:1) Spielbericht | Australien | Wintersportpalast, Sofia Zuschauer: 210 |

| 1. April 2023 20:00 Uhr | Republik China (Taiwan) | 4:8 (2:2, 1:3, 1:3) Spielbericht | Volksrepublik China | Wintersportpalast, Sofia Zuschauer: 73 |

| 2. April 2023 13:00 Uhr | Australien | 2:1 (1:0, 1:0, 0:1) Spielbericht | Belgien | Wintersportpalast, Sofia Zuschauer: 60 |

| 2. April 2023 16:30 Uhr | Republik China (Taiwan) | 4:1 (2:0, 0:1, 2:0) Spielbericht | Bulgarien | Wintersportpalast, Sofia Zuschauer: 335 |

| 2. April 2023 20:00 Uhr | Niederlande | 3:2 (0:1, 1:1, 2:0) Spielbericht | Volksrepublik China | Wintersportpalast, Sofia Zuschauer: 75 |

| Pl. |                         | Sp | S | OTS | OTN | N | Tore  | Punkte |
| 1.  | Niederlande             | 5  | 5 | 0   | 0   | 0 | 26:07 | 15     |
| 2.  | Volksrepublik China     | 5  | 4 | 0   | 0   | 1 | 26:12 | 12     |
| 3.  | Republik China (Taiwan) | 5  | 2 | 0   | 0   | 3 | 16:25 | 6      |
| 4.  | Bulgarien               | 5  | 2 | 0   | 0   | 3 | 12:16 | 6      |
| 5.  | Australien              | 5  | 2 | 0   | 0   | 3 | 12:20 | 6      |
| 6.  | Belgien                 | 5  | 0 | 0   | 0   | 5 | 08:20 | 0      |

Abkürzungen: Pl. = Platz, Sp = Spiele, S = Siege, OTS = Siege nach Verlängerung (Overtime) oder Penaltyschießen, OTN = Niederlagen nach Verlängerung oder Penaltyschießen, N = Niederlagen

Erläuterungen: Aufsteiger in die Division IIA, Absteiger in die Division IIIA

### Auf- und Abstieg
| Absteiger in die Division IIA:  | Polen       |
| Aufsteiger in die Division IB:  | Litauen     |
| Absteiger in die Division IIB:  | Spanien     |
| Aufsteiger in die Division IIA: | Niederlande |
| Absteiger in die Division IIIA: | Belgien     |
| Aufsteiger in die Division IIB: | Israel      |

## Division III

### Gruppe A in Akureyri, Island
Das Turnier der Gruppe A wurde vom 12. bis 18. März 2023 im isländischen Akureyri ausgetragen. Die Spiele fanden in der Skautahöllin Akureyri statt. Insgesamt besuchten 2.995 Zuschauer die 15 Turnierspiele, was einem Schnitt von 200 pro Partie entspricht.
| 12. März 2023 13:00 Uhr (Ortszeit) | Israel | 3:1 (0:0, 0:1, 3:0) Spielbericht | Türkei | Skautahöllin, Akureyri Zuschauer: 35 |

| 12. März 2023 16:30 Uhr | Luxemburg | 0:6 (0:2, 0:2, 0:2) Spielbericht | Bosnien und Herzegowina | Skautahöllin, Akureyri Zuschauer: 42 |

| 12. März 2023 20:00 Uhr | Mexiko | 3:5 (1:1, 2:0, 0:4) Spielbericht | Island | Skautahöllin, Akureyri Zuschauer: 523 |

| 13. März 2023 13:00 Uhr | Türkei | 15:1 (2:0, 10:0, 3:1) Spielbericht | Luxemburg | Skautahöllin, Akureyri Zuschauer: 15 |

| 13. März 2023 16:30 Uhr | Israel | 2:3 (1:1, 1:2, 0:0) Spielbericht | Mexiko | Skautahöllin, Akureyri Zuschauer: 50 |

| 13. März 2023 20:00 Uhr | Island | 9:0 (1:0, 3:0, 5:0) Spielbericht | Bosnien und Herzegowina | Skautahöllin, Akureyri Zuschauer: 457 |

| 15. März 2023 13:00 Uhr | Israel | 18:0 (5:0, 6:0, 7:0) Spielbericht | Luxemburg | Skautahöllin, Akureyri Zuschauer: 17 |

| 15. März 2023 16:30 Uhr | Mexiko | 7:2 (2:0, 2:1, 3:1) Spielbericht | Bosnien und Herzegowina | Skautahöllin, Akureyri Zuschauer: 35 |

| 15. März 2023 20:00 Uhr | Island | 8:4 (3:1, 3:2, 2:1) Spielbericht | Türkei | Skautahöllin, Akureyri Zuschauer: 535 |

| 16. März 2023 13:00 Uhr | Bosnien und Herzegowina | 0:11 (0:4, 0:3, 0:4) Spielbericht | Israel | Skautahöllin, Akureyri Zuschauer: 18 |

| 16. März 2023 16:30 Uhr | Türkei | 5:3 (2:0, 2:2, 1:1) Spielbericht | Mexiko | Skautahöllin, Akureyri Zuschauer: 40 |

| 16. März 2023 20:00 Uhr | Luxemburg | 0:13 (0:3, 0:3, 0:7) Spielbericht | Island | Skautahöllin, Akureyri Zuschauer: 542 |

| 18. März 2023 13:00 Uhr | Bosnien und Herzegowina | 0:2 (0:0, 0:1, 0:1) Spielbericht | Türkei | Skautahöllin, Akureyri Zuschauer: 20 |

| 18. März 2023 16:30 Uhr | Mexiko | 15:2 (3:1, 5:1, 7:0) Spielbericht | Luxemburg | Skautahöllin, Akureyri Zuschauer: 38 |

| 18. März 2023 20:00 Uhr | Island | 1:5 (0:2, 0:0, 1:3) Spielbericht | Israel | Skautahöllin, Akureyri Zuschauer: 628 |

| Pl. |                         | Sp | S | OTS | OTN | N | Tore  | Punkte |
| 1.  | Israel                  | 5  | 4 | 0   | 0   | 1 | 39:05 | 12     |
| 2.  | Island                  | 5  | 4 | 0   | 0   | 1 | 36:12 | 12     |
| 3.  | Türkei                  | 5  | 3 | 0   | 0   | 2 | 27:15 | 9      |
| 4.  | Mexiko                  | 5  | 3 | 0   | 0   | 2 | 31:16 | 9      |
| 5.  | Bosnien und Herzegowina | 5  | 1 | 0   | 0   | 4 | 08:29 | 3      |
| 6.  | Luxemburg               | 5  | 0 | 0   | 0   | 5 | 03:67 | 0      |

Abkürzungen: Pl. = Platz, Sp = Spiele, S = Siege, OTS = Siege nach Verlängerung (Overtime) oder Penaltyschießen, OTN = Niederlagen nach Verlängerung oder Penaltyschießen, N = Niederlagen

Erläuterungen: Aufsteiger in die Division IIB, Absteiger in die Division IIIB

### Gruppe B in Kapstadt, Südafrika
Das Turnier der Gruppe B wurde vom 13. bis 16. März 2023 im südafrikanischen Kapstadt ausgetragen. Die Spiele fanden in der Ice Station statt. Insgesamt besuchten 880 Zuschauer die sechs Turnierspiele, was einem Schnitt von 147 pro Partie entspricht.
| 13. März 2023 14:00 Uhr (Ortszeit) | Neuseeland | 4:2 (3:0, 1:2, 0:0) Spielbericht | Thailand | Ice Station, Kapstadt Zuschauer: 50 |

| 13. März 2023 19:00 Uhr | Südafrika | 2:4 (0:1, 1:0, 1:3) Spielbericht | Hongkong | Ice Station, Kapstadt Zuschauer: 200 |

| 14. März 2023 14:00 Uhr | Neuseeland | 4:5 (1:1, 1:2, 2:2) Spielbericht | Hongkong | Ice Station, Kapstadt Zuschauer: 30 |

| 14. März 2023 19:00 Uhr | Thailand | 7:1 (5:0, 1:1, 1:0) Spielbericht | Südafrika | Ice Station, Kapstadt Zuschauer: 150 |

| 16. März 2023 14:00 Uhr | Hongkong | 4:5 (0:2, 2:2, 2:1) Spielbericht | Thailand | Ice Station, Kapstadt Zuschauer: 50 |

| 16. März 2023 19:00 Uhr | Südafrika | 1:7 (0:1, 1:3, 0:3) Spielbericht | Neuseeland | Ice Station, Kapstadt Zuschauer: 400 |

| Pl. |            | Sp | S | OTS | OTN | N | Tore  | Punkte |
| 1.  | Neuseeland | 3  | 2 | 0   | 0   | 1 | 15:08 | 6      |
| 2.  | Hongkong   | 3  | 2 | 0   | 0   | 1 | 13:11 | 6      |
| 3.  | Thailand   | 3  | 2 | 0   | 0   | 1 | 14:09 | 6      |
| 4.  | Südafrika  | 3  | 0 | 0   | 0   | 3 | 04:18 | 0      |

Abkürzungen: Pl. = Platz, Sp = Spiele, S = Siege, OTS = Siege nach Verlängerung (Overtime) oder Penaltyschießen, OTN = Niederlagen nach Verlängerung oder Penaltyschießen, N = Niederlagen

Erläuterungen: Aufsteiger in die Division IIIA

### Auf- und Abstieg
| Absteiger in die Division IIIA:  | Belgien    |
| Aufsteiger in die Division IIB:  | Israel     |
| Absteiger in die Division IIIB:  | Luxemburg  |
| Aufsteiger in die Division IIIA: | Neuseeland |